# Child Rebel Soldier
Pour les articles homonymes, voir CRS.
Child Rebel Soldier, ou CRS, est un supergroupe de hip-hop américain. Il se compose des musiciens et producteurs Kanye West, Lupe Fiasco, et Pharrell Williams.

## Biographie
Child Rebel Soldier est lancé avec l'apparition du single Us Placers dans la mixtape de Kanye West Can't Tell Me Nothing (2007), publié juste avant son troisième album Graduation (2007). Lupe Fiasco produit la chanson dans l'espoir d'y sortir une mixtape mashup contenant des reprises hip-hop de chansons du chanteur rock alternatif Thom Yorke extraites de son album solo, The Eraser mélangé à certaines chansons de Radiohead. Il souhaite à l'origine faire participer Kanye West et le rappeur anglais The Streets (Mike Skinner) à la chanson Us Placers, mais Skinner ne parvient pas à répondre, tandis que West avait envoyé la chanson à Pharrell Williams. Après la collaboration, le trio décide de former un groupe, dirigé par Pharrell sous le nom de Child Rebel Soldier. Leur première chanson, Us Placers, est classée 43e de la liste des meilleures chansons de 2007 du magazine Rolling Stone. Dans une entrevue en 2007 au magazine Billboard, Fiasco explique que les trois compères tentent d'élaborer un premier album studio : « Maintenant, ça marche [avec nos labels]. Mais peu importe qui paiera la note, ça vaudra cher. Tout le monde est impatient, [mais] Us Placers est la seule chanson qu'on ait. »
Le 29 janvier 2008, Kanye West annonce une tournée du groupe, Glow in the Dark Tour, qui se compose de Kanye West, Rihanna, Lupe Fiasco et du groupe de funk rock N.E.R.D. Le groupe participe au remix du titre Everyone Nose de N.E.R.D.. Ils sont crédités sous le nom de Child Rebel Soldier.
En juillet 2013, Lupe Fiasco annonce la séparation de Child Rebel Soldier.

## Discographie

### Singles
- 2007 : U.S. Placers
- 2008 : Everyone Nose (Remix) featuring N.E.R.D
- 2010 : Don't Stop!